# Суперсемейка (саундтрек)
| Оценки критиков | Оценки критиков |
| Источник        | Оценка          |
| --------------- | --------------- |
| AllMusic        | [ 1 ]           |
| Empire          | [ 2 ]           |
| Filmtracks      | [ 3 ]           |
| Movie Music UK  | [ 4 ]           |
| Movie Wave      | [ 5 ]           |
| Soundtrack.net  | [ 6 ]           |

Суперсемейка — альбом саундтрека к 2004 году Disney и Pixar для мультфильма с тем же названием, написанный Майклом Джаккино. «Суперсемейка» — первый мультфильм от Pixar, композитором которого был Майкл Джаккино. Брэд Бёрд искал определённые звуки, вдохновленный дизайном мультфильма — будущее, как видно из 1960-х годов. Джон Барри был первым выбором, чтобы написать музыку. Тем не менее, Барри не хотел её писать; вместо этого присвоили взять Майкла Джаккино.
Полный саундтрек был выпущен 2 ноября 2004 года Walt Disney Records за три дня до выхода мультфильма в кинотеатрах. Он получил многочисленные награды за лучший результат и был номинирован на премию «Грэмми» за лучший саундтрек для визуальных медиа. Музыка, использовалась и для трейлеров мультфильма.

## Запись
Майкл Джаккино отметил, что запись в 1960-х годах была в значительной степени отличной от современной дневной записи и Дэн Уоллин, инженера-постановщика, сказала, что Брэд Бёрд хочет старое чувство и, как таковой, запись была записана на аналоговых лентах. Уоллин отметил, что медные инструменты, которые находятся на переднем крае оценки «The Incredibles», лучше звучат на аналоговом оборудовании, чем цифровая. Уоллин пришел из эпохи записи музыки, по словам Джаккино, «правильный путь», который состоит из всех в одной комнате, «играющих друг против друга и питающих энергию друг друга». Тим Симонек был дирижёром и оркестром для записи оценки.

## Список композиций
Вся музыка написана Майкл Джаккино.
| №                   | Название                    | Длительность |
| ------------------- | --------------------------- | ------------ |
| 1.                  | «The Glory Days»            | 3:32         |
| 2.                  | «Mr. Huph Will See You Now» | 1:35         |
| 3.                  | «Adventure Calling»         | 2:23         |
| 4.                  | «Bob vs. the Omnidroid»     | 2:53         |
| 5.                  | «Lava in the Afternoon»     | 1:29         |
| 6.                  | «Life's Incredible Again»   | 1:24         |
| 7.                  | «Off to Work»               | 1:59         |
| 8.                  | «New and Improved»          | 2:15         |
| 9.                  | «Kronos Unveiled»           | 3:16         |
| 10.                 | «Marital Rescue»            | 2:19         |
| 11.                 | «Missile Lock»              | 2:07         |
| 12.                 | «Lithe or Death»            | 3:24         |
| 13.                 | «100 Mile Dash»             | 3:07         |
| 14.                 | «A Whole Family of Supers»  | 3:27         |
| 15.                 | «Escaping Nomanisan»        | 1:45         |
| 16.                 | «Road Trip!»                | 2:27         |
| 17.                 | «Saving Metroville»         | 5:03         |
| 18.                 | «The New Babysitter»        | 3:26         |
| 19.                 | «The Incredits»             | 7:21         |
| Общая длительность: | Общая длительность:         | 55:12        |